# Роз'їзд 92
Роз'їзд 92 (каз. рзд.92) — станційне селище у складі Аральського району Кизилординської області Казахстану. Входить до складу Камистибаського сільського округу.
У радянські часи селище називалось Сарбіткей або Сарбеткей.
Населення — 96 осіб (2021; 152 у 2009, 116 у 1999).